# Akhfennir
Akhfennir (en arabe : أخفنير / en tamazight : ⴰⵅⴼⵏⵉⵔ) est une commune marocaine située dans la province de Tarfaya en région Laâyoune-Sakia El Hamra. Elle abrite son propre parc éolien et est bordée par l'Océan Atlantique.

## Géographie

### Localisation
Akhfennir se situe au nord de la région de Laâyoune-Sakia Al Hamra, au sud du Maroc et se situe à environ 350 kilomètres d'Agadir et à environ 150 kilomètres de Laâyoune à vol d'oiseau. Elle borde la province de Tan-Tan et occupe 2170 km².
|         | Océan Atlantique |        |
| Tarfaya | Akhfennir        | Chbika |
|         | El Hagounia      |        |

### Climat
Akhfennir possède un climat désertique selon la classification de Köppen-Geiger.
Au cours de l'année, les températures varient entre 13 et 27°C et les précipitations sont d'environ 6,6 mm de pluie.

## Utilisation de l'énergie

### Parc éolien d'Akhfennir
Le parc éolien d'Akhfennir est un parc éolien composé de 89 éoliennes installées produisant 187,07 MW, installé au sein de la commune loin des habitations, celui-ci permet ainsi l'utilisation de l'énergie renouvelable par les habitants de la province de Tan-Tan.

## Voies de transport
La commune est traversée par la route nationale 1 (N1) permettant le reliage avec Laâyoune au sud et à Tan-Tan au nord.

## Démographie et chiffres

### Population
Akhfennir connaît une augmentation de sa population depuis son recensement en augmentant sa population de ~ +113% en l'espace de 30 ans (de 1994 à 2024). Le recensement de la population marocaine est effectuée tous les 10 ans et les résultats sont publiés par le Haut-commissariat au plan du Royaume du Maroc.
| Année              | 1994  | 2004  | 2014  | 2024  |
| ------------------ | ----- | ----- | ----- | ----- |
| Nombre d'habitants | 1 334 | 1 583 | 2 280 | 2 841 |

### Structure de la population
Les informations présentées dans les tableaux et diagrammes ci-dessous ont été recensé en 2024
- Homme (54,6 %)
- Femme (45,4 %)

| Genre | Nombre | Part (en %) |
| ----- | ------ | ----------- |
| Homme | 1 553  | 54.6        |
| Femme | 1288   | 45.4        |
| Total | 2841   | 100         |